# Neocompsa macroscina
Neocompsa macroscina là một loài bọ cánh cứng trong họ Cerambycidae.